# Steve Johnson (cestista)
Clarence Stephen Johnson, detto Steve (Akron, 3 novembre 1957), è un ex cestista statunitense, professionista nella NBA.

## Carriera
Venne selezionato dai Kansas City Kings al primo giro del Draft NBA 1981 (7ª scelta assoluta).

## Statistiche
| * | Primo nella lega |

### NCAA
| Anno      | Squadra            | PG  | PT | MP   | TC%  | 3P% | TL%  | RP  | AP | PRP | SP | PP   |
| --------- | ------------------ | --- | -- | ---- | ---- | --- | ---- | --- | -- | --- | -- | ---- |
| 1976-1977 | Oregon St. Beavers | 28  | -  | 22,0 | 59,6 | -   | 67,0 | 5,6 | -  | -   | -  | 13,5 |
| 1977-1978 | Oregon St. Beavers | 3   | -  | 20,7 | 57,8 | -   | 61,5 | 9,7 | -  | -   | -  | 20,0 |
| 1978-1979 | Oregon St. Beavers | 27  | -  | 26,8 | 66,1 | -   | 61,5 | 6,6 | -  | -   | -  | 18,4 |
| 1979-1980 | Oregon St. Beavers | 30  | -  | 23,7 | 71,0 | -   | 60,0 | 6,9 | -  | -   | -  | 17,0 |
| 1980-1981 | Oregon St. Beavers | 28  | -  | 25,6 | 74,6 | -   | 68,4 | 7,7 | -  | -   | -  | 21,0 |
| Carriera  | Carriera           | 116 | -  | 24,4 | 67,8 | -   | 64,0 | 6,8 | -  | -   | -  | 17,5 |

### NBA

#### Regular Season
| Anno      | Squadra             | PG  | PT  | MP   | TC%   | 3P% | TL%  | RP  | AP  | PRP | SP  | PP   |
| --------- | ------------------- | --- | --- | ---- | ----- | --- | ---- | --- | --- | --- | --- | ---- |
| 1981-1982 | K.C. Kings          | 78  | 50  | 22,3 | 61,3  | -   | 64,2 | 5,9 | 1,2 | 0,5 | 1,1 | 12,8 |
| 1982-1983 | K.C. Kings          | 79  | 21  | 19,5 | 62,4  | -   | 57,4 | 5,0 | 1,2 | 0,5 | 1,1 | 11,7 |
| 1983-1984 | K.C. Kings          | 50  | 12  | 17,9 | 55,3  | -   | 57,1 | 5,0 | 1,3 | 0,4 | 1,0 | 9,6  |
| 1983-1984 | Chicago Bulls       | 31  | 9   | 19,2 | 57,1  | -   | 58,2 | 5,4 | 0,6 | 0,5 | 0,7 | 9,4  |
| 1984-1985 | Chicago Bulls       | 74  | 54  | 22,4 | 54,5  | 0,0 | 71,8 | 5,9 | 0,9 | 0,5 | 0,8 | 10,0 |
| 1985-1986 | San Antonio Spurs   | 71  | 55  | 25,7 | 63,2* | -   | 69,4 | 6,5 | 1,3 | 0,6 | 0,9 | 13,8 |
| 1986-1987 | Portland T. Blazers | 79  | 74  | 29,7 | 55,6  | -   | 69,8 | 7,2 | 2,0 | 0,6 | 1,0 | 16,8 |
| 1987-1988 | Portland T. Blazers | 43  | 33  | 24,4 | 52,9  | 0,0 | 58,6 | 5,6 | 1,3 | 0,4 | 0,7 | 15,4 |
| 1988-1989 | Portland T. Blazers | 72  | 11  | 20,5 | 52,4  | -   | 52,7 | 5,0 | 1,5 | 0,3 | 0,6 | 10,0 |
| 1989-1990 | Minnesota T'wolves  | 4   | 0   | 4,3  | 0,0   | -   | -    | 0,8 | 0,3 | 0,0 | 0,0 | 0,0  |
| 1989-1990 | Seattle S.Sonics    | 21  | 0   | 11,5 | 53,3  | -   | 60,0 | 2,4 | 0,8 | 0,1 | 0,2 | 5,6  |
| 1990-1991 | G.S. Warriors       | 24  | 8   | 9,5  | 54,0  | -   | 59,5 | 2,4 | 0,7 | 0,2 | 0,2 | 3,8  |
| Carriera  | Carriera            | 626 | 327 | 21,8 | 57,2  | 0,0 | 63,4 | 5,5 | 1,2 | 0,5 | 0,8 | 11,7 |

#### Play-off
| Anno     | Squadra             | PG | PT | MP   | TC%  | 3P% | TL%   | RP   | AP  | PRP | SP  | PP   |
| -------- | ------------------- | -- | -- | ---- | ---- | --- | ----- | ---- | --- | --- | --- | ---- |
| 1985     | Chicago Bulls       | 3  | 0  | 7,3  | 28,6 | -   | 100,0 | 1,7  | 0,7 | 0,0 | 0,0 | 2,0  |
| 1986     | San Antonio Spurs   | 3  | 0  | 17,7 | 33,3 | -   | 45,5  | 2,0  | 0,7 | 0,0 | 0,3 | 5,0  |
| 1987     | Portland T. Blazers | 4  | 4  | 34,3 | 45,9 | -   | 62,8  | 10,0 | 0,5 | 0,5 | 0,3 | 20,8 |
| 1989     | Portland T. Blazers | 3  | 0  | 11,3 | 25,0 | -   | 100,0 | 2,0  | 0,0 | 0,7 | 0,0 | 2,3  |
| Carriera | Carriera            | 13 | 4  | 18,9 | 40,7 | -   | 62,7  | 4,4  | 0,5 | 0,3 | 0,2 | 8,5  |

#### Massimi in carriera
- Massimo di punti: 40 vs Cleveland Cavaliers (26 novembre 1986)[1]
- Massimo di rimbalzi: 16 (2 volte)
- Massimo di assist: 9 vs Dallas Mavericks (10 dicembre 1986)
- Massimo di palle rubate: 5 vs Houston Rockets (9 gennaio 1986)
- Massimo di stoppate: 5 vs Los Angeles Lakers (21 marzo 1986)
- Massimo di minuti giocati: 43 vs Golden State Warriors (19 marzo 1987)

## Palmarès
- NCAA AP All-America Second Team (1981)
- NBA All-Star (1988)
- Migliore nella percentuale di tiro NBA (1986)